# Elisabeth Kirchler
Elisabeth „Lisi“ Kirchler (* 17. November 1963 in Schwaz, Tirol) ist eine ehemalige österreichische Skirennläuferin. Sie zählte in den 1980er-Jahren zu den erfolgreichsten Läuferinnen des Österreichischen Skiverbandes. Kirchler erreichte in allen Disziplinen, mit Ausnahme des Slaloms, Podestplätze im Weltcup und siegte in vier Weltcuprennen. Bei den Weltmeisterschaften 1985 gewann sie die Silbermedaille im Riesenslalom, im selben Jahr wurde sie zu Österreichs Sportlerin des Jahres gewählt.

## Biografie
Kirchler stammt aus Lanersbach (Gemeinde Tux), gehörte dem Wintersportverein Tux an und besuchte die Skihandelsschule Stams. Erfolge im Nachwuchsbereich feierte die damalige Tiroler Landeskader-Läuferin unter anderem 1977 mit einem Sieg im Riesenslalom des Trofeo Topolino am Monte Bondone. Ende der 1970er-Jahre wurde sie in den Kader des Österreichischen Skiverbandes (ÖSV) aufgenommen. In der Saison 1979/80 belegte sie jeweils den zweiten Platz in der Abfahrts- und Riesenslalomwertung des Europacups. Zudem wurde sie Sechste in der Abfahrt der Junioreneuropameisterschaften 1980 in Madonna di Campiglio. Ihrer Aufnahme in die österreichische Nationalmannschaft folgten im Winter 1980/81 die ersten Starts im Weltcup. Nachdem sie in den Abfahrten von Pfronten, Crans-Montana und Haus im Ennstal mit Platzierungen um Rang zehn erste Weltcuppunkte gewonnen hatte, feierte die damals 17-Jährige am 6. März 1981 ihren ersten Weltcupsieg, als sie die Abfahrt von Aspen mit einem Vorsprung von fünf Hundertstelsekunden auf die Deutsche Regine Mösenlechner für sich entschied. Kirchler war damit zu diesem Zeitpunkt die jüngste Siegerin einer Weltcupabfahrt. Den Abfahrtsweltcup beendete sie in ihrer ersten Saison auf dem neunten Platz.
Vier Top-10-Platzierungen gelangen der Zillertalerin in ihrem zweiten Weltcupwinter 1981/82. Neben der Abfahrt konnte sie nun auch erstmals im Riesenslalom und in der Kombination punkten. Ihr bestes Saisonergebnis war der fünfte Platz in der Kombination von Pfronten. Top-10-Ergebnisse erzielte Kirchler auch bei ihrem ersten Großereignis, den Weltmeisterschaften 1982 in Schladming/Haus im Ennstal: Sie wurde Sechste in der Abfahrt und Achte im Riesenslalom. Zur insgesamt erfolgreichsten Weltcupsaison wurde für die damals 19-Jährige bereits der Winter 1982/83. Sie feierte am 8. Dezember 1982 in der Kombination des Kriterium des ersten Schnees in Val-d’Isère ihren zweiten Weltcupsieg und ließ am 22. Jänner 1983 in der Abfahrt von Megève den dritten folgen. Mit weiteren drei Podestplätzen in zwei Abfahrten und einer Kombination erreichte sie als jeweils beste Österreicherin den vierten Rang im Gesamtweltcup, Platz drei im Abfahrtsweltcup, Rang zwei im Kombinationsweltcup und Platz neun im Riesenslalomweltcup. Im selben Winter gewann sie auch ihren einzigen Österreichischen Meistertitel, als sie in Schwarzenberg den Riesenslalom der nationalen Titelkämpfe für sich entschied.
Auch in der Saison 1983/84 war Kirchler die erfolgreichste österreichische Weltcupstarterin, obgleich sie an ihre Vorjahresergebnisse nicht ganz herankam. Sie stand in je einer Abfahrt, einer Kombination und erstmals auch in einem Super-G auf dem Podest, blieb aber ohne Sieg. Sie fiel auf den zehnten Platz im Gesamtweltcup, den elften Rang im Abfahrtsweltcup und den sechsten Rang im Kombinationsweltcup zurück. Lediglich im Riesenslalomweltcup, zu dem damals auch noch die Super-G-Rennen gezählt wurden, konnte sie sich auf den siebten Platz verbessern. Beim Saisonhöhepunkt, den Olympischen Winterspielen 1984 in Sarajevo, blieb Kirchler wie fast das gesamte österreichische Team ohne größeren Erfolg. Ihr einziges Ergebnis war der neunte Platz in der Abfahrt, im Riesenslalom schied sie im ersten Durchgang aus.
Am 21. Dezember 1984 feierte Kirchler in der Abfahrt von Santa Caterina ihren vierten und letzten Weltcupsieg. Daneben gelang ihr zwar nur ein weiterer Podestplatz als Zweite des Riesenslaloms von Saint-Gervais-les-Bains, dafür belegte sie gleich sechsmal einen vierten Platz. Damit konnte sie sich sowohl im Gesamtweltcup als auch in den Disziplinenwertungen wieder leicht verbessern (7. Gesamt, 5. Abfahrt und je 6. in Riesenslalom und Kombination), womit sie erneut erfolgreichste Österreicherin war. Diesmal gelang Kirchler auch beim Saisonhöhepunkt ein Spitzenresultat: Sie gewann bei den Weltmeisterschaften 1985 in Bormio – die Damenrennen wurden in Santa Caterina ausgetragen – hinter der US-Amerikanerin Diann Roffe die Silbermedaille im Riesenslalom. Begonnen hatten die Titelkämpfe für Kirchler allerdings nicht nach Wunsch: Zunächst war sie in der Kombination im ersten Slalomdurchgang ausgeschieden (nach Platz acht in der Kombinationsabfahrt), dann kam sie in der Spezialabfahrt, in der sie nach ihrem Weltcupsieg sechs Wochen zuvor zu den Favoritinnen gezählt hatte, nur auf den zwölften Platz. Am Ende des Winters kam Kirchler in der Abfahrt von Sunshine Village (Banff) schwer zu Sturz, wobei sie Verletzungen im Knie erlitt.
Nach dieser Verletzung zeigte Kirchler, die 1985 zu Österreichs Sportlerin des Jahres gewählt wurde, nicht mehr die Konstanz der vergangenen Jahre. Sie erzielte zwar immer wieder vordere Platzierungen, Podestplätze blieben aber die Ausnahme. Solche gelangen ihr nur noch zweimal, als Zweite des Super-G von Megève am 25. Jänner 1986 und wiederum als Zweite der Abfahrt von Vail am 13. März 1987. In der Saison 1986/87 erreichte sie als Achte des Abfahrtsweltcups zum letzten Mal einen Top-10-Platz in einer Disziplinenwertung. Enttäuschend verliefen die Weltmeisterschaften 1987 in Crans-Montana, bei der sie sowohl im Riesenslalom als auch im Super-G ausfiel. In der WM-Abfahrt kam sie nicht zum Einsatz.
Gegen Ende ihrer Karriere konzentrierte sich Kirchler vorrangig auf die Disziplinen Abfahrt und Super-G, in denen sie weiterhin Platzierungen unter den schnellsten zehn erreichte. Zu Beginn der Saison 1987/88 verfehlte sie als Vierte der Abfahrt von Leukerbad einen neuerlichen Podestplatz nur um drei Hundertstelsekunden. Bei den Olympischen Winterspielen 1988 in Calgary – Austragungsort der Skiwettkämpfe war Nakiska – belegte sie in der Abfahrt als zweitbeste Österreicherin den achten Platz, während sie im Super-G beim Sieg von Sigrid Wolf 15. wurde. Dank dreier Top-10-Platzierungen in den ersten Monaten der Saison 1988/89 konnte sie sich in der Abfahrt auch für die Weltmeisterschaften 1989 in Vail qualifizieren. Dort kam sie aber nicht über den 22. Platz hinaus. Im Weltcup blieb Kirchler danach ohne Punkte, am 21. Dezember 1990 gab sie im Alter von 27 Jahren ihren Rücktritt bekannt.
Nach Ende ihrer Karriere war Kirchler einige Zeit als Zeitungs-Kolumnistin tätig, und fungierte auch als Co-Kommentatorin für Skirennen in ORF Sport.
Sie lebt heute mit ihrem Ehemann, dem Gastronomen Armin Riml, in Sölden. Das Paar hat drei Kinder.

## Erfolge

### Olympische Spiele
- Sarajevo 1984: 9. Abfahrt
- Calgary 1988: 8. Abfahrt, 15. Super-G

### Weltmeisterschaften
- Schladming/Haus 1982: 6. Abfahrt, 8. Riesenslalom
- Bormio/Santa Caterina 1985: 2. Riesenslalom, 12. Abfahrt
- Vail 1989: 22. Abfahrt

### Weltcup
- 2. Platz im Kombinationsweltcup 1982/83
- 3. Platz im Abfahrtsweltcup 1982/83
- 4. Platz im Gesamtweltcup 1982/83
- 5. Platz im Abfahrtsweltcup 1984/85
- 13 Podestplätze in Weltcuprennen, davon 4 Siege:

| Datum             | Ort            | Land       | Disziplin   |
| ----------------- | -------------- | ---------- | ----------- |
| 6. März 1981      | Aspen          | USA        | Abfahrt     |
| 8. Dezember 1982  | Val-d’Isère    | Frankreich | Kombination |
| 22. Jänner 1983   | Megève         | Frankreich | Abfahrt     |
| 21. Dezember 1984 | Santa Caterina | Italien    | Abfahrt     |

### Weitere Erfolge
- Österreichische Meisterin im Riesenslalom 1983
- 2. Platz in der Abfahrts- und Riesenslalomwertung des Europacups 1979/80
- 6. Platz in der Abfahrt der Junioreneuropameisterschaften 1980

## Auszeichnungen
- 1985: Österreichs Sportlerin des Jahres (am 20. Dezember 1985 gewählt[10])